# Xanthorhoe heliacaria
Xanthorhoe heliacaria är en fjärilsart som beskrevs av Achille Guenée 1858. Xanthorhoe heliacaria ingår i släktet Xanthorhoe och familjen mätare. Inga underarter finns listade i Catalogue of Life.